# زبان‌های منگو
زبان‌های منگو (به انگلیسی: Mango Languages) یک منبع یادگیری زبان آنلاین است که دفتر آن در فارمینگتون‌هیلز، میشیگان مستقر است. جیسون تسوبا، مایک تسوبا، رایان والن و مایک گولاس این سرویس را در سال ۲۰۰۷ تأسیس کردند. جیسون تسوبا مدیرعامل زبان‌های منگو است. از آوریل ۲۰۱۹، زبان‌های منگو هفتاد و یک دوره زبان را ارائه می‌کند. علاوه بر این، این سرویس علاوه بر آموزش دوره‌های تخصصی زبان‌های مختلف، دروس انگلیسی را به ۱۷ زبان آموزش می‌دهد. دوره‌ها از یک مرورگر وب یا یک برنامه کاربردی دسترسی‌پذیر هستند. در سال ۲۰۱۳، زبان‌های منگو ۷٫۹ میلیون دلار درآمد کسب کرد. در ژوئن سال ۲۰۱۹، منگو هویت جدید برند خود را راه اندازی کرد و «پیشرفت‌های اصلی در بستر آن» را منتشر کرد، از جمله «دروس شخصی جدید، سازگار و دروس مبتنی بر مکالمه برای بیش از ۷۰ زبان در وب، iOS و Android».

## زبان‌ها
از آوریل ۲۰۲۰، زبان‌های منگو دوره‌هایی را به زبانهای زیر ارائه داد.
عربی نوین معیار، عربی مصری، عربی عراقی، عربی لوانتین، آرامی جدید کلدانی، ارمنی، آذربایجانی، بنگالی، چروکی، چینی استاندارد، چینی گویش کانتونی، چینی (گویش شانگهای)، کرواتی، کشور چک، دانمارکی، فارسی دری، هلندی، دزونگخا (بوتانی)، فیلیپینی (تاگالوگ)، انگلیسی، انگلیسی (شکسپیرگونه)، فارسی، فنلاندی، فرانسوی، فرانسوی کانادایی، آلمانی، یونانی نو، یونانی باستان، یونانی کوینه (کتاب مقدس)، کریول هائیتی، هاوایی، عبری نو، عبری: کتاب مقدس، هندی، مجارستانی، ایسلندی، ایگبو، اندونزیایی، ایرلندی، ایتالیایی، ژاپنی، جاوایی، قزاقی، کره ای، لاتین، مالایی، مالایایی، نروژی، پشتو، گویش دزدان دریایی، لهستانی، پرتغالی برزیلی، پتاواتومی، پنجابی، رومانیایی، روسی، اسکاتلندی اسکاتلندی، صربی، شانگائینزی، اسلواکی، اسپانیایی کاستیل، اسپانیایی آمریکای لاتین، سواحیلی، سوئدی، تاگالوگ، تامیل، تلوگو، تایلندی، ترکی، تووایی، اوکراینی، اردو، ازبکی، ویتنامی، ییدیش